# Меллоді Гобсон
Меллоді Гобсон (англ. Mellody Hobson; 3 квітня 1969, Чикаго, Іллінойс, США) — американська бізнесвумен та кінопродюсерка.

## Біографія
Меллоді Гобсон народилася 3 квітня 1969 року в Чикаго (штат Іллінойс, США). Вона навчалася в середній школі «St. Ignatius College Prep», а потім у «Princeton University», який закінчила в 1991 році з науковим ступенем бакалавра в галузі мистецтва.

## Кар'єра
Меллоді почала кар'єру в бізнесі у 2000 році. Гобсон найбільш відома як власниця чиказької фірми по управлінню інвестиціями «Ariel Investments LLC», голова «Ariel Mutual Funds» і «DreamWorks Animation», а також спонсор американського ранкового телешоу «Good Morning America».
У 2009 році дебютувала як продюсер з фільмом «Незломлений: Що потрібно знати про гроші».

## Особисте життя
З 22 червня 2013 року з одружена кінорежисером Джорджем Лукасом (нар.1944), з яким вона зустрічалася 7 років до їх весілля. У подружжя є дочка, народжена сурогатною матір'ю — Еверест Гобсон Лукас (нар. 09.08.2013).

## Фільмографія
- 2009 — «Незломлений: Що потрібно знати про гроші»/Un-Broke: What You Need to Know About Money